# Baudour
Baudour is een dorp in de Belgische provincie Henegouwen en een deelgemeente van de Waalse stad Saint-Ghislain. In het zuiden van de deelgemeente ligt het gehucht Douvrain. De plaats is gelegen aan de rand van de Henegouwse Kempen.

## Geschiedenis
Op het eind van het ancien régime werd Baudour een gemeente, waartoe ook Tertre behoorde. In 1849 werd het gehuchtje Lahaine omwille van zijn grote afstand naar het centrum van Baudour overgeheveld naar de gemeente Boussu. In 1883 werd Tertre afgesplitst als zelfstandige gemeente.
Bij de gemeentelijke fusies van 1977 werd Baudour een deelgemeente van Saint-Ghislain.

## Academie
De Académie de musique et des arts de la parole de Baudour werd van 1994 tot 1996 bezocht door Émilie Dequenne.

## Bezienswaardigheden
- De Sint-Gorikskerk (Église Saint-Géry) heeft een 15e-eeuwse toren.
- Het Château de la Courte au Bois was oorspronkelijk een 14e-eeuws jachtverblijf voor de graven van Henegouwen, later werd het eigendom van de familie De Ligne. In 1807 werd het jachtslot gedeeltelijk gesloopt. Wat overbleef werd omgevormd tot een adellijk woonverblijf. Het park en het kasteel werden aangekocht door de gemeente die het kasteel liet slopen en de kasteeltuin omvormde tot een openbaar park: het Parc Communal.

## Natuur en landschap
Ten zuiden van Baudour loopt het Kanaal Nimy-Blaton-Péronnes waarlangs uitgestrekte bedrijventerreinen liggen (Zône Industrielle Ghlin-Baudour). De hoogte aan de kerk bedraagt 58 meter.

## Economie
Al vanaf 1298 werd melding gemaakt van steenkoolwinning. Vanaf de 16e eeuw ging men de diepte in maar dit moest regelmatig worden gestaakt wegens wateroverlast. Vanaf eind 17e eeuw werd ten zuiden van het dorp steenkool gewonnen. In 1971 kwam daar een einde aan.
Minerale bronnen werden eveneens gevonden. Van 1957-1992 werd bronwater uit Baudour in flessen verhandeld. Daarnaast werd boetseerklei aangetroffen die keramische industrie en industrie van technisch porselein en vuurvaste stenen deed ontstaan.

## Demografische ontwikkeling
- Bron: NIS; Opm:1831 t/m 1970=volkstellingen; 1976=inwoneraantal op 31 december
- 1849: afstand van het gehucht Lahaine (2,62 km² met 248 inwoners) aan Boussu
- 1883: afstand van het dorp Tertre (8,55 km² met 1988 inwoners) dat een zelfstandige gemeente werd

## Geboren in Baudour
- Michel Daerden (1949-2012), politicus.
- Yaël Nazé (1976), astrofysica.
- Eric Godon (1959), acteur

## Trivia
Martinus van Tours is de patroonheilige van Baudour.

## Nabijgelegen kernen
Tertre, Douvrain, Herchies, Villerot